# Mortadel·la

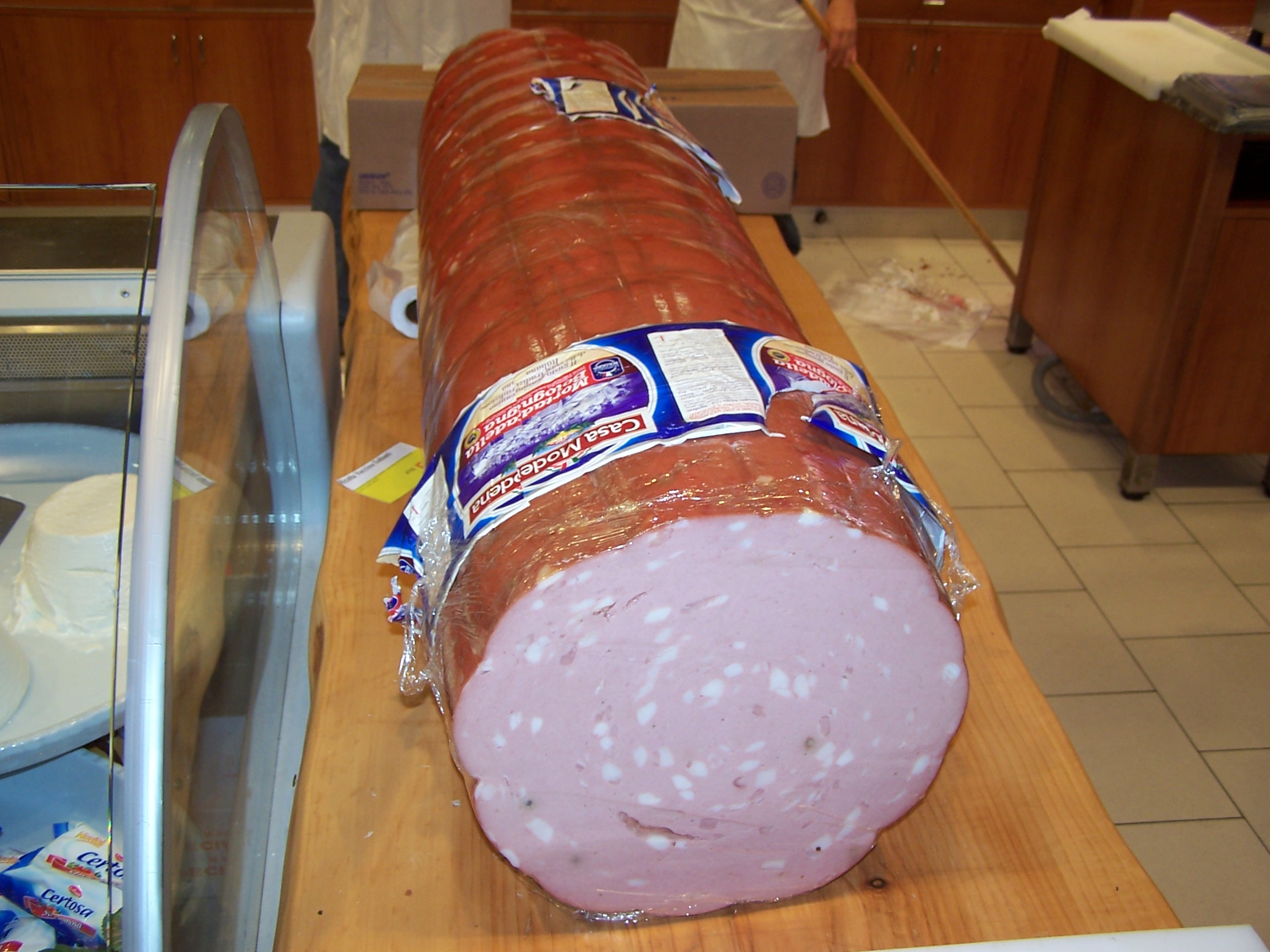
Exemple de mortadel·la.

La mortadel·la és una carn freda elaborada en la seua majoria amb carn de porc finament picada originari de la regió italiana de Bolonya (capital d'Emília-Romanya). És una especialitat de la cuina italiana que procedeix de les regions italianes d'Emília-Romanya, Piemont, Llombardia i gran part de la província de Trento.
Es condimenta una carn freda, amb prop d'un 60 % de magre, amb espècies, que poden anar des de la pebre en gra o molta, les baies de murta, o la nou moscada molta fins al coriandre. També és habitual el festuc molt, pebrot o olives.

## Etimologia
Hi ha dues teories sobre l'origen de la paraula 'mortadel·la', la primera menciona que el farciment del porc que conté aquest embotit fou tradicionalment finament molt fins a arribar a una consistència de goma, fent servir de vegades un morter, indicant que l'origen del nom podria provenir de l'ús d'aquest instrument. Dues esteles funeràries romanes al museu arqueològic de Bolonya fan una demostració visual d'aquests morters.
L'altra teoria menciona que la mortadel·la podria agafar el nom d'una salsitxa romana que es condimentava amb murta o nabius en comptes de pebre. Els romans anomenaven aquest embotit farcimen mirtatum. La primera cita d'aquest terme apareix en un text d'un autor llatí del segle i, Varró, que descriu una mena de salsitxa assaonada amb baies de murta o nabius amb els termes mortatum o myrtatum. A més a més, l'autora Anna del Comte menciona que el primer document en què es veu per primer cop la mortadel·la com un embotit elaborat per a preservar la carn apareix el 1376 i podria assignar-se a la mortadel·la.

## Variants
A Itàlia hi ha diferents variants de la mortadel·la elaborada a l'estil de Bolonya. Una de les més populars és la mortadel·la de Prato, elaborada a Prato, i que es tracta d'una varietat toscana que duu all. Un altre exemple de varietat italiana és la mortadel·la d'Amatrice, feta als Apenins del nord del Làcium.
Hi ha una salsitxa semblant als Estats Units anomenada salsitxa de Bolonya; és molt popular a l'Iran, on pot trobar-se elaborada amb carn de xai i s'anomena també 'mortadel·la'. A causa de l'arribada d'immigrants procedents d'Itàlia durant el segle xx, la mortadel·la és força popular a alguns països d'Amèrica com l'Argentina, Bolívia, el Brasil, Xile, Colòmbia, el Paraguai, l'Uruguai, Veneçuela i Costa Rica. A l'Estat espanyol i portuguès són molt populars les variants que duen olives o trossos de pebrot.